# Yvette Grice
Yvette Grice (* 17. Januar 1980 in Macclesfield) ist eine ehemalige britische Triathletin und Ironman-Siegerin (2010).

## Werdegang
Yvette Grice kam 2004 zum Triathlon und startete seit 2006 als Profi. Sie wurde trainiert von Glenn Cook.
Im August 2010 erreichte sie in Bolton ihren ersten Sieg auf der Langdistanz (3,8 km Schwimmen, 180 km Radfahren und 42,195 km Laufen). 2011 konnte sie im Rahmen der Challenge Family-Rennserie bei der Erstaustragung des Rennens in Henley-on-Thames erneut einen Sieg erzielen.
2015 wurde sie Vierte bei der Europameisterschaft auf der Langdistanz im Rahmen der Challenge Weymouth. Seit 2017 tritt sie nicht mehr international in Erscheinung.
Im Oktober 2018 gab Yvette Grice über soziale Medien bekannt, dass sie schwanger ist und seit März 2019 ist sie Mutter eines Sohnes.

## Sportliche Erfolge
| Datum/Jahr    | Rang | Wettbewerb            | Austragungsort  | Zeit | Bemerkung |
| ------------- | ---- | --------------------- | --------------- | ---- | --- |
| 19. Juni 2011 | 6    | UK Ironman 70.3       | Somerset        |      | |
| 14. Mai 2011  | 13   | Ironman 70.3 Mallorca | Alcúdia         |      | [ 3 ] |
| 4. Juli 2010  | 1    | Big Cow Cowman        | Buckinghamshire |      | Siegerin auf der Mitteldistanz vor Corinne Abraham (Triathlon England National Middle Distance Triathlon Championships) |
| 18. Juni 2006 | 3    | UK Ironman 70.3       | Somerset        |      | |

| Datum/Jahr    | Rang | Wettbewerb                                                   | Austragungsort    | Zeit     | Bemerkung                                                          |
| ------------- | ---- | ------------------------------------------------------------ | ----------------- | -------- | ------------------------------------------------------------------ |
| 13. Aug. 2017 | 6    | Challenge Regensburg                                         | Regensburg        | 09:49:10 |                                                                    |
| 13. Sep. 2015 | 4    | ETU Challenge Long Distance Triathlon European Championships | Weymouth (Dorset) | 03:28:36 | Europameisterschaft auf der Langdistanz bei der Challenge Weymouth |
| 8. Sep. 2013  | 2    | Challenge Henley-on-Thames                                   | Henley-on-Thames  | 10:05:18 |                                                                    |
| 28. Juli 2013 | 3    | Challenge Vitoria                                            | Vitoria-Gasteiz   | 10:03:19 | [ 4 ]                                                              |
| 16. Sep. 2012 | 3    | Challenge Henley-on-Thames                                   | Henley-on-Thames  | 09:56:56 |                                                                    |
| 4. Dez. 2011  | 7    | Ironman Western Australia                                    | Busselton         | 09:53:33 |                                                                    |
| 18. Sep. 2011 | 1    | Challenge Henley-on-Thames                                   | Henley-on-Thames  | 09:47:35 | Siegerin auf der Langdistanz bei der Erstaustragung                |
| 31. Juli 2011 | 3    | Ironman UK                                                   | Bolton            | 09:37:32 | [ 5 ]                                                              |
| 5. Juni 2011  | 5    | Challenge Kraichgau                                          | Bad Schönborn     |          | [ 6 ]                                                              |
| 10. Apr. 2011 | 9    | Ironman South Africa                                         | Port Elizabeth    |          |                                                                    |
| 9. Okt. 2010  | 28   | Ironman Hawaii                                               | Hawaii            |          |                                                                    |
| 1. Aug. 2010  | 1    | Ironman UK                                                   | Bolton            |          | Siegerin auf der Ironman-Distanz                                   |
| 22. Juni 2008 | 12   | Ironman France                                               | Nizza             | 10:49:08 | [ 7 ]                                                              |
| 7. Sep. 2008  | 4    | Ironman UK                                                   | Sherborne         | 10:35:08 | hinter Bella Comerford                                             |
| 13. Okt. 2007 | 38   | Ironman Hawaii                                               | Hawaii            | 10:37:51 |                                                                    |
| 2007          | 15   | ITU Long Distance Triathlon World Championships              | Lorient           |          | Triathlon-Weltmeisterschaft auf der Langdistanz                    |
| 2007          | 5    | Ironman UK                                                   | Sherborne         |          |                                                                    |

(DNF – Did Not Finish)